# Литвин Іван Іванович
Іван Іванович Литвин (5 жовтня 1942, Деремезна Обухівського району Київської області — 8 серпня 2017, Київ) — український художник, графік, живописець, ілюстратор. Член Національної спілки художників України (1987), член Національної спілки журналістів України.
Класична обрізна гравюра (ксилографія), акварель, гуаш, чеканка, декоративний живопис на склі, традиційне ткацтво рушників, промисловий дизайн, пастель, олія на полотні, картоні та дошці — техніки та сфери, у яких працював Іван Литвин.
У професійних колах Іван Литвин відомий як графік, ілюстратор книг (понад 100). Техніка різна — гуаш, акварель, дереворит (ксилографія). Художник працював в техніках торцева й обрізна гравюри. У техніці обрізної гравюри найяскравішими є ілюстрації до книги Григорія Сковороди «Сад божественних пісень», яку видало видавництво «Дніпро» у 1988 році. Та ілюстрації до книги Василя Стефаника «Моє слово», що надрукувало видавництво «Веселка» 2001 року.
Ілюстрував твори Івана Франка, Олександра Олеся, Миколи Вороного. Не один рік, працюючи у видавництві «Веселка», Іван Литвин мовою художніх образів наближав дітей до розуміння Олени Пчілки,Віктора Близнеця, Костянтина Паустовського, Шандора Петефі, Мелвіна Елліса, Василя Жуковського, Ганса Крістіана Андерсена та інших.
Про свій перехід від графіки до живопису митець говорив так:
|  | Довгий час я повністю присвячував себе графіці, переважно книжковій, знаходився в жорстких рамках, в мені сидів внутрішній редактор. Як не крути, а твір якогось автора диктує своє. Ти перебуваєш в чітких тематичних межах. А в живописі я опинився сам на сам з собою. Я і мольберт – між нами більш нікого. |

За словами мистецтвознавця Дмитра Степовика:
|  | Для творчості Івана Литвина характерні використання стилів від реалізму до фовізму, національної символіки, узагальнення, філософська систематизація, спрощення, фігуративність, умовність тем і сюжетів. |

Роботи Івана Литвина зберігаються у Музеї гетьманства в Києві, Музеї історії міста Києва, у приватних колекціях України, США, Росії, Німеччини, Польщі, Іспанії.

## Освіта
- Закінчив Київський інститут декоративно-прикладного мистецтва імені Бойчука (до 1999 року — Київський художньо-промисловий технікум).
- Закінчив Український поліграфічний інститут імені Івана Федорова (1972). Педагоги з фаху — Валуєнко Борис Васильович, Юр'єв Флоріан Ілліч.

## Творчість

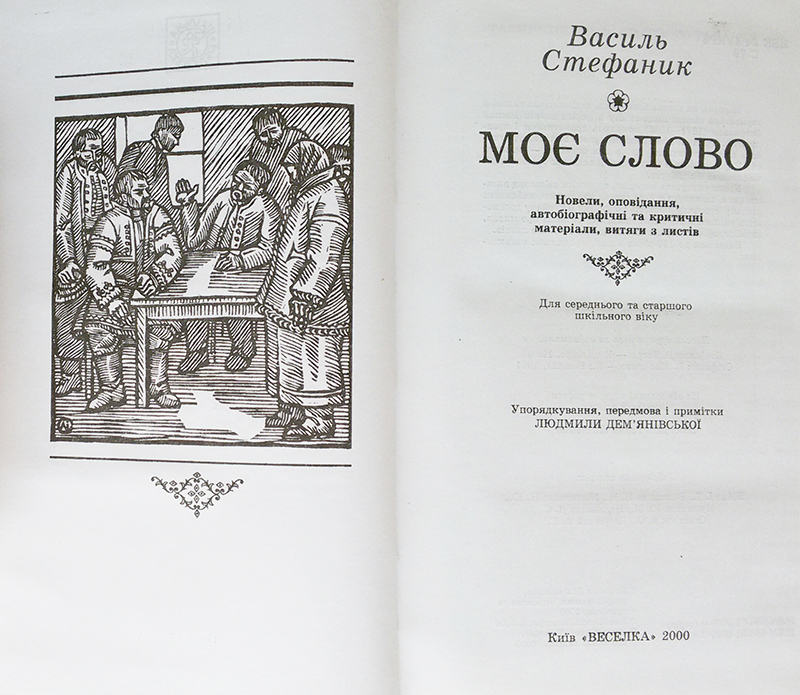
Гравюри Івана Литвина до збірки новел Василя Стефаника

Працював у галузі графіки, станкового живопису.
Деякі твори:
- ілюстрації (гравюри) до творів [Архівовано 12 квітня 2018 у Wayback Machine.] Василя Стефаника (1972, 2000)
- ілюстрації (гравюри) до книги «Григорій Сковорода. Сад божественних пісень» [Архівовано 12 квітня 2018 у Wayback Machine.] (Київ, 1988)
- ілюстрації до книги «Григорий Сворода. Полное собрание сочинений» [Архівовано 12 квітня 2018 у Wayback Machine.] (Киев, 2011)
- ілюстрації до книги «Гнездо ласточки» Івана Нікітіна (1982)
- ілюстрації до книги «Звук паутинки» [Архівовано 5 березня 2016 у Wayback Machine.] Віктора Близнеця (1985)
- ілюстрації до книги «Козак Мамарига» (Київ, «Спалах», 1997)
- ілюстрації до книги «Пригоди на землі та під водою» [Архівовано 17 травня 2018 у Wayback Machine.] (Київ, «Веселка», 1990)
- ілюстрації до книги «Жаворонок» [Архівовано 17 травня 2018 у Wayback Machine.] Василя Жуковського (Київ, «Веселка», 1986)
- ілюстрації до «Казок» [Архівовано 17 травня 2018 у Wayback Machine.] Костянтина Паустовського (Київ, «Веселка», 1993)
- ілюстрації до книги «Годі, діточки, вам спать!» [Архівовано 17 травня 2018 у Wayback Machine.] Олени Пчілки (Київ, «Веселка», 1991)
- ілюстрації до книги «Ой, вернись, лелеко!» [Архівовано 17 травня 2018 у Wayback Machine.] Шандора Петефі (Київ, «Веселка», 1988)
- ілюстрації до збірки поезій «Все навколо зеленіє» [Архівовано 17 травня 2018 у Wayback Machine.] Олександра Олеся (Київ, «Веселка», 1990)
- ілюстрації до книги «Стрибок з парашутом» [Архівовано 6 червня 2021 у Wayback Machine.] Миколи Луківа (Київ, «Веселка», 1989)
- ілюстрації до книги «Звук паутинки» [Архівовано 17 травня 2018 у Wayback Machine.] Віктора Близнеця (Київ, «Веселка», 1985)
- ілюстрації до збірки казок «Гадкий утенок» [Архівовано 17 травня 2018 у Wayback Machine.] Ганса Крістіана Андерсена (Київ, «Томіріс», 1993)
- серії живопису «Київські гори» (1989—1991), Космогонія (1998), Мамаї (1990—2017)

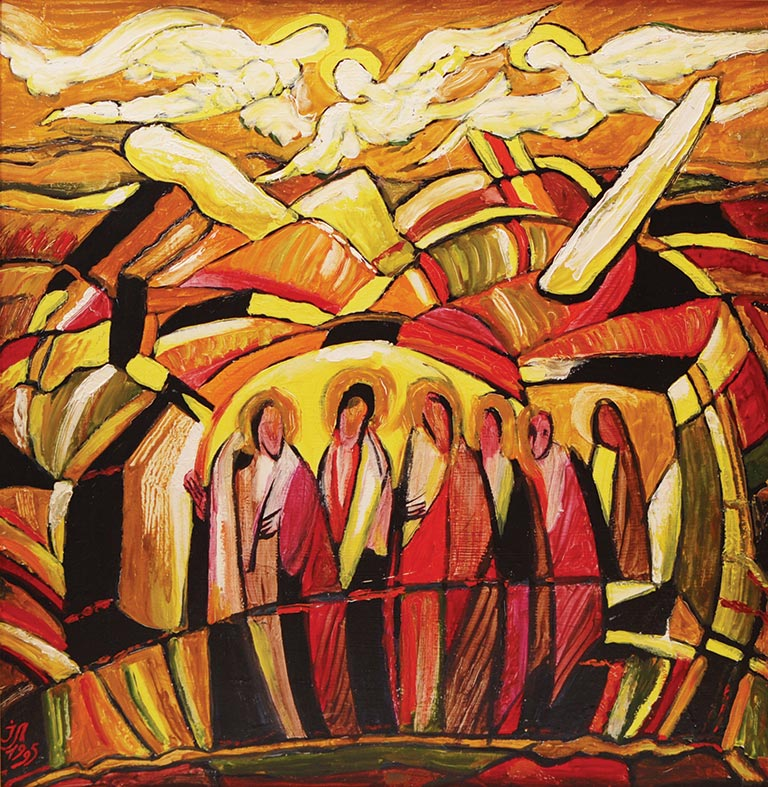
Хори-Гори, 1995 рік
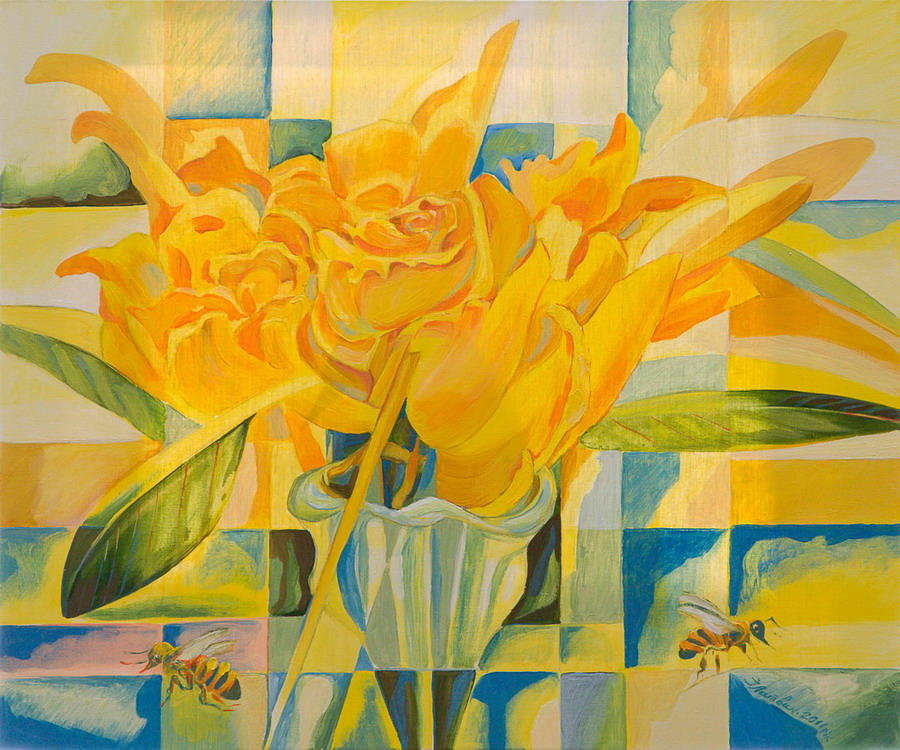
Жовта троянда, 2011 рік
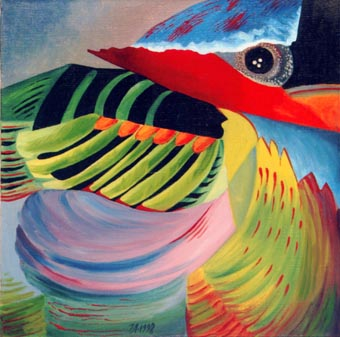
Зародження Землі , 1998 рік

## Робота
Працював художником та художнім редактором у видавництвах «Веселка», «Дніпро», «Мистецтво».